# Église de l'Ascension de Hall Green
L'église de l'Ascension de Hall Green (anglais : Church of the Ascension) est une église paroissiale anglicane située dans le quartier de Hall Green à Birmingham, en Angleterre. Elle est protégée comme monument classé de Grade II*.

## Localisation
L'église de l'Ascension se trouve au croisement de School Road et Fox Hollies Road dans le quartier de Hall Green.

## Historique
Cette église était autrefois connue sous les noms de Job Marston Chapel, Hall Green Chapel et église de la Sainte-Trinité sous Hall Green (Church of the Holy Trinity under Hall Green).
Achevée en 1704, l'église a probablement été conçue par Sir William Wilson et est nommée d'après Job Marston, un résident de Green Hall qui a fait don de 1 000 livres pour la construction de l'édifice,. L'édifice est consacré le 25 mai 1704, jour de l'Ascension. L'église de l'Ascension est le plus ancien lieu de culte de style classique encore présent aujourd'hui à Birmingham.
Avant la création du diocèse de Birmingham en 1905, la ville de Birmingham se trouvait sur la limite de deux anciens évêchés. Le diocèse a été divisé en deux archidoyennés de Birmingham et d'Aston. En mars 1907, la chapelle devient l'église paroissiale de Hall Green dans le nouveau diocèse de Birmingham. En 1933, le patronage des curateurs sur l'église est confié à l'évêque de Birmingham,. Le 25 avril 1952, l'église de l'Ascension est classée comme monument de Grade II* par l'organisme Historic England. Depuis le jour de son 250e anniversaire en 1954, l'église est dédiée à l'Ascension de Jésus.

## Architecture
L'édifice originel et les éléments ultérieurs sont de style Queen Anne. La façade extérieure en brique rouge possède un entablement et une balustrade en pierre supportées par des colonnes doriques, tandis que les architraves des fenêtres sont modelées dans la pierre. La tour-clocher à l'extrémité ouest de la nef possède un étage supérieur octogonal en pierre rouge surmonté d'une coupole en cuivre. À l'intérieur, la nef est couverte par un plafond à gorge (en) en plâtre. Chaque côté de la nef possède trois fenêtres à tête semi-circulaire. Le chœur et les transepts sont ajoutés entre 1860 et 1866, en même temps que le vitrail est montrant le Christ ressuscité avec un ange et les gardes du tombeau de Jésus apeurés. L'obiit de Job Marston, en forme de gros losange, est présent sur le mur nord. Le toit de l'église est recouvert d'ardoise.
La tour renferme une seule cloche, qui porte l'inscription suivante : « IOB MARSTON GENT FOVNDER OF THIS CHAPPELL 1704 ».

## Galerie d'images

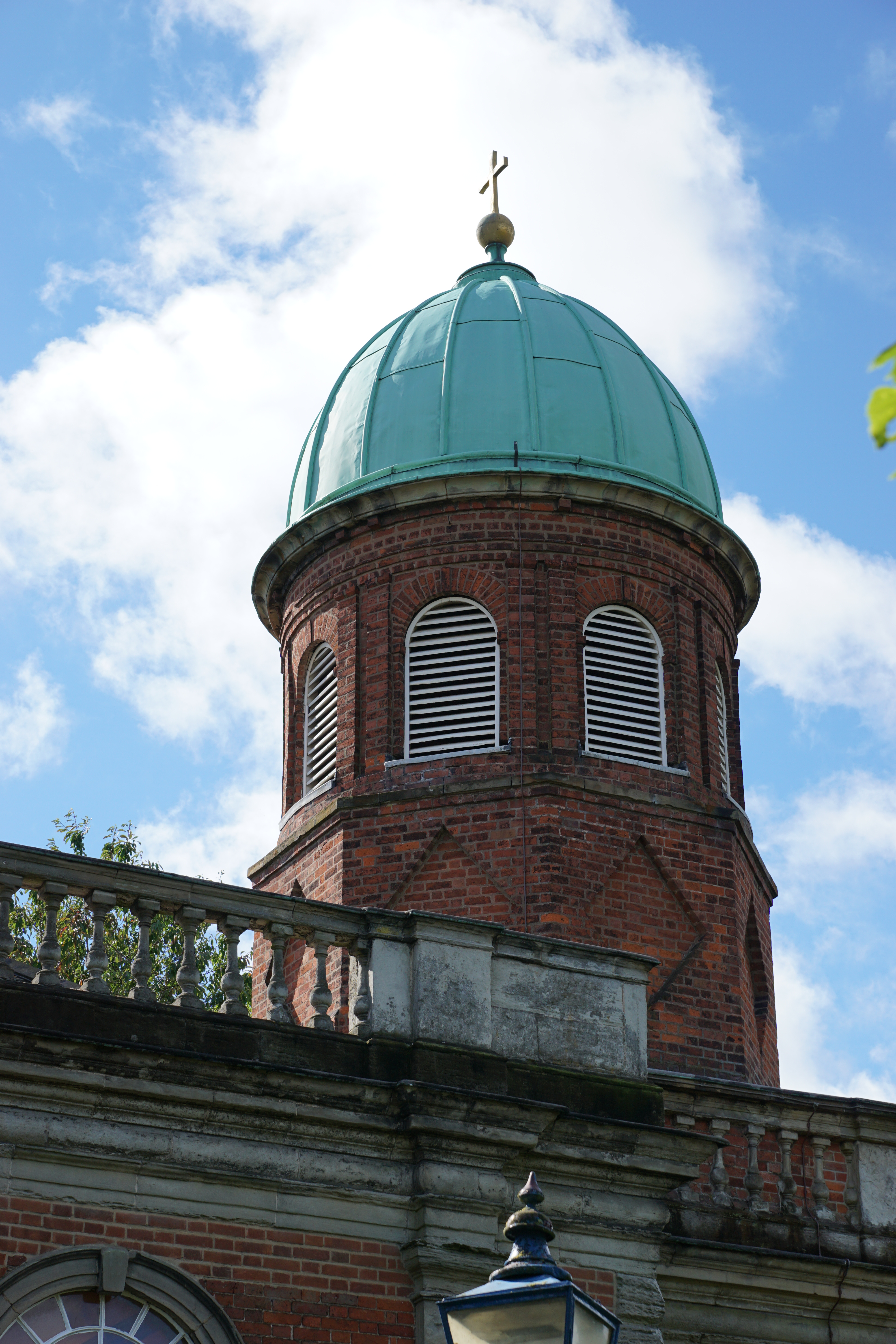
Vue rapprochée de la partie supérieure de la tour
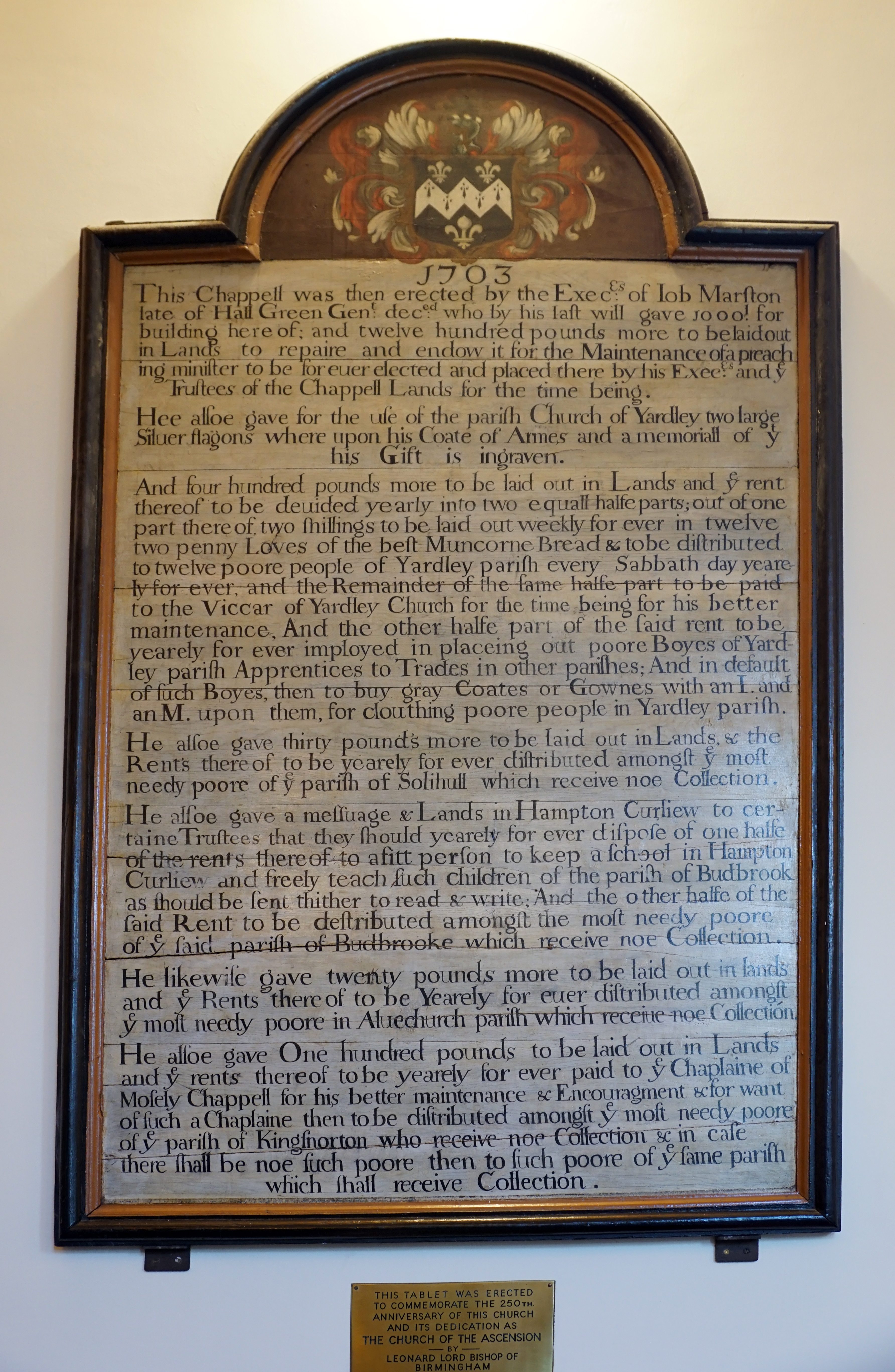
Plaque en hommage à Job Marston
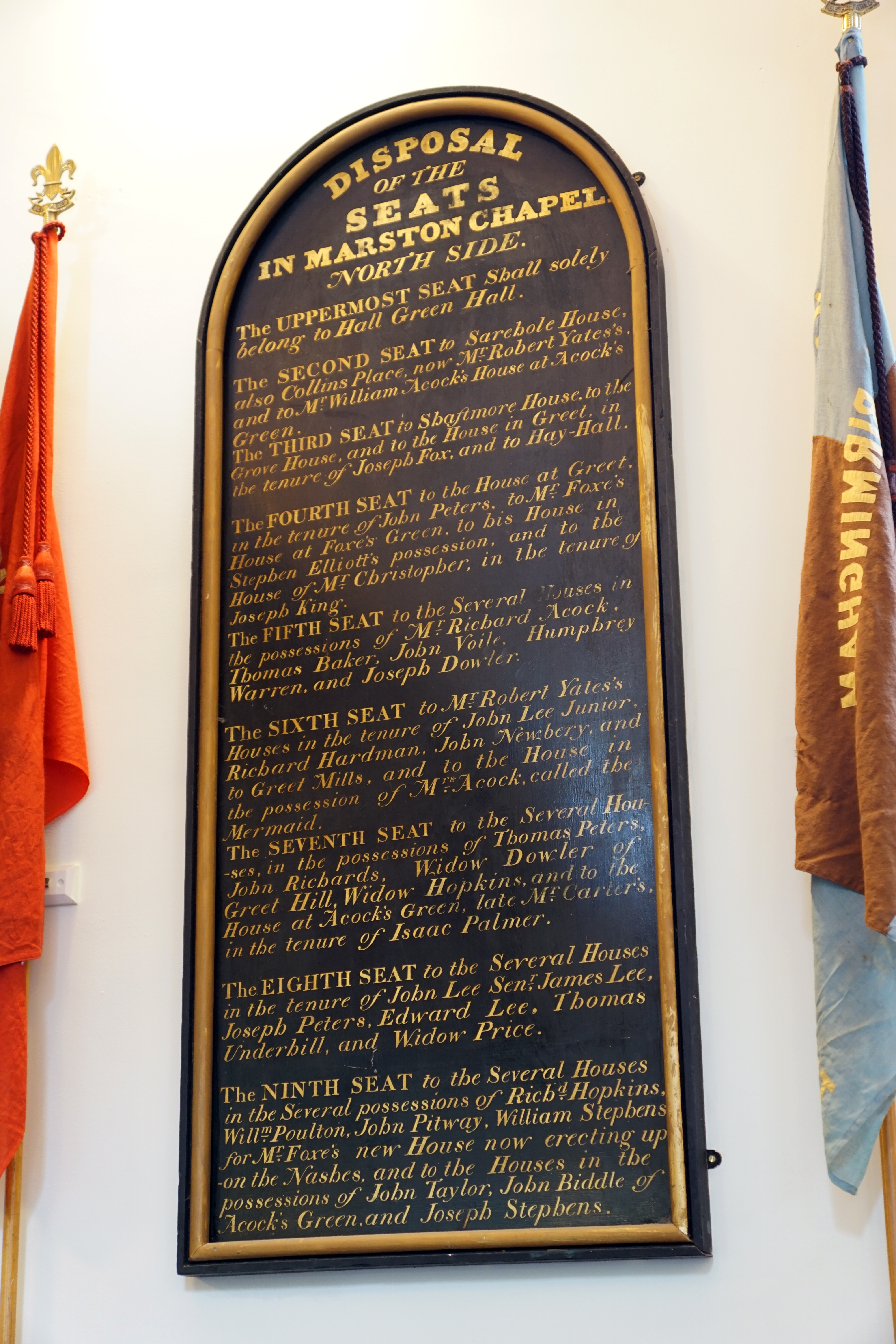
Plaque descriptive des sièges réservés de l'église (côté nord)
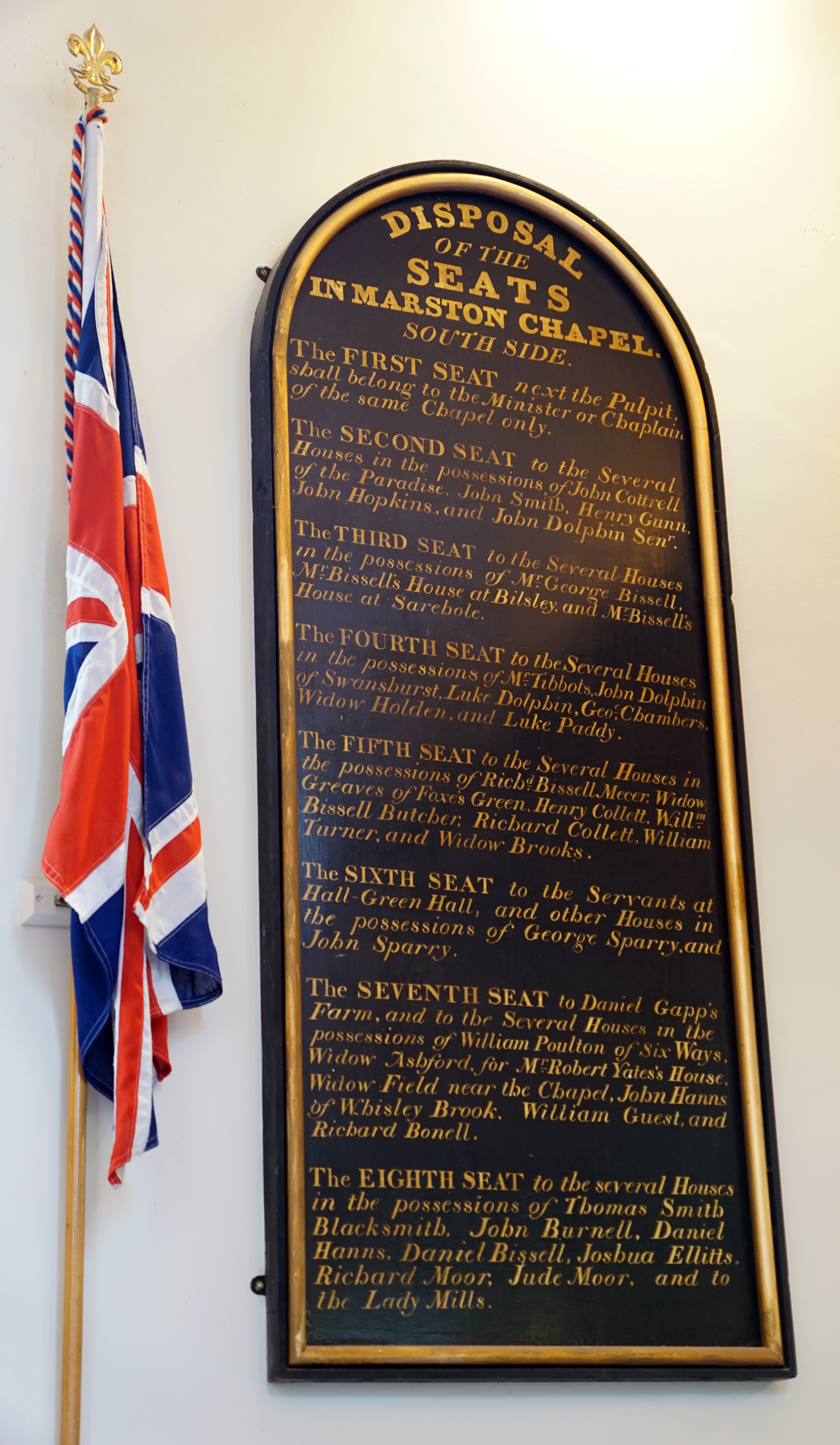
Plaque descriptive des sièges réservés de l'église (côté sud)